# Џејмс Њутон Хауард
Џејмс Њутон Хауард (енгл. James Newton Howard; Лос Анђелес, 9. јун 1951) амерички је композитор, музички продуцент и клавијатуриста. Компоновао је музику за више од 100 филмова, а добитник је награде Греми, награде Еми, а био је и номинован за девет Оскара. Компоновао је музику за филмове као што су: Згодна жена (1990), Бегунац (1993), Свемирски баскет (1996), Кинг Конг (2005), Мрачни Витез (2008) и Фантастичне звери и где их наћи (2016). Више пута је сарађивао с редитељима М. Најтом Шјамаланом и Франсисом Лоренсом.